# Venetico
Venetico est une commune italienne de la province de Messine, dans la région Sicile.

## Administration
| Période                                  | Période     | Identité        | Étiquette     | Qualité |
| ---------------------------------------- | ----------- | --------------- | ------------- | ------- |
| 1er décembre 1997                        | 15 mai 2007 | Francesco Rizzo | liste civique | Maire   |
| 15 mai 2007                              | 9 mai 2012  | Carlo Lamberti  | liste civique | Maire   |
| 9 mai 2012                               | En cours    | Francesco Rizzo | ---           |         |
| Les données manquantes sont à compléter. |             |                 |               |         |

### Hameaux
Venetico Superiore

### Communes limitrophes
Roccavaldina, Spadafora, Valdina